# Errina gracilis
Errina gracilis is een hydroïdpoliep uit de familie Stylasteridae. De poliep komt uit het geslacht Errina. Errina gracilis werd in 1903 voor het eerst wetenschappelijk beschreven door von Marenzeller. 